# Urgal
Urgal (en rus: Ургал) és un poble (un possiólok) del krai de Khabàrovsk, a Rússia, que el 2012 tenia 62 habitants. Pertany al districte rural de Verkhnebureïnski.